# Ogano
Ogano (小鹿野町 Ogano-machi?) es un pueblo en la prefectura de Saitama, Japón, localizado en el centro-este de la isla de Honshū, en la región de Kantō. El 1 de marzo de 2021 tenía una población estimada de 10 751 habitantes y una densidad de población de 63 personas por km².

## Geografía
Ogano está localizado en el oeste montañoso de la prefectura de Saitama. Limita con la ciudad de Chichibu en Saitama y con el pueblo de Kanna y la villa de Ueno en la prefectura de Gunma.

## Demografía
Según los datos del censo japonés, la población de Ogano ha disminuido lentamente en los últimos 40 años.
| Gráfica de evolución demográfica de Ogano entre 1940 y 2015 |
|                                                             |
| Oficina de Estadística de Japón                             |